# ارکیده پشه‌ای کلاهک‌دار
ارکیده پشه‌ای کلاهک‌دار (نام علمی: Acianthus collinus) نام یک گونه از تبار درازگوشان است.